# Denny Morrison
Pour les articles homonymes, voir Morrison.
Denny Morrison, né le 8 septembre 1985 à Chetwynd en Colombie-Britannique, est un patineur de vitesse canadien.

## Palmarès

### Jeux olympiques d'hiver
| Épreuve / Édition | Turin 2006 | Vancouver 2010 | Sotchi 2014 |
| 500 m             |            |                |             |
| 1 000 m           |            |                | Argent      |
| 1 500 m           |            |                | Bronze      |
| 5 000 m           |            |                |             |
| 10 000 m          |            |                |             |
| Par équipes       | Bronze     | Or             |             |

### Championnats du monde
| Épreuve / Édition | Salt Lake City 2007 | Nagano 2008 | Vancouver 2009 | Inzell 2011 | Heerenveen 2012 | Sotchi 2013 |
| 1 000 m           | Argent              | Bronze      | Argent         |             |                 |             |
| 1 500 m           | Bronze              | Or          | Bronze         |             | Or              |             |